# Торент
Торент — вымышленное королевство из серии романов о дерини в жанре исторического фэнтези американской писательницы Кэтрин Куртц. Он находится к востоку от королевства Гвинед. Правители Торента часто воевали со своим западным соседом, выполняя роль антагонистов по отношению к королям из династии Халдейнов — основных протагонистов книг цикла.

## География
Королевство Торент — одно из самых больших среди Одиннадцати Королевств. Его граница проходит по диким и необитаемым Северным землям, но своей северо-западной оконечностью Торент выходит к Нормархскому заливу и Северному морю. Восток Торента — далёкие земли Ерскебург и Западная Вескица, а южной его границей является река Белдур, по другую сторону которой лежат Орсаль и Тралия. К западу от Торента расположено королевство Гвинед, граница с которым идёт по горным цепям Коамер и Рельян. На западе основная часть Торентской границы — с Гвинедом, а именно с герцогством Корвин и графствами Истмарк и Марли. Столица — город Белдур, расположенный в месте слияния рек Аржент и Белдур, в южной части центрального Торента.
Королевство состоит из более мелкие владений, правители которых принадлежат к высшей знати королевства. Самые большие из этих владений — герцогства Арженоль, Аркадия, Яндрих, Лорсол, Марлук, Нордмарк, Остмарк, Сасовна, Толан и Труворск. Кроме того, в состав Торента также входят меньшие по размеру графства Брустаркия, Чалски, Фатан, Гвернах, Комнене, Кульнан, Медрас и Состра.

## Управление
Торент — феодальная монархия, по структуре схожая с государствами средневековой Европы. Главой государства был монарх, наследование осуществлялось по старшей мужской линии королевской семьи. Женщинам запрещалось наследовать корону Торента. Знатные титулы также передавались по наследству, но монарх оставлял за собой право изменить порядок наследования по необходимости (например, в случае обвинения члена знатного рода в предательстве). Кроме того, монарх имел право создавать новые титулы и присваивать титулы неблагородным, если этого требовала ситуация. Во всех светских делах королевства монарх обладал практически абсолютной властью, знать также обладала широкими полномочиями в пределах своих владений. Административный аппарат королевства возглавлял Великий визирь — министр, так же обладавший большой полнотой власти.
Правящая семья в Торенте — дом Фурстанов, сильные дерини. Часто, согласно романам цикла, они были амбициозными и безжалостными. В течение столетий правление королей из дома Фурстанов показывало, что дерини — меньшинство среди населения — обладали в Торенте значительным влиянием в области как светской, так и церковной политики. Контраст между двумя королевскими домами — гвинедскими Халдейнами и торентскими Фурстанами, а также разное отношение к дерини в этих странах, много раз служило причиной конфликта между ними.
Король Торента (падишах), формально восходит на престол после церемонии, известной как килихалай. Эта церемония обычно проводится в первый день нового года, следующего за годом реального прихода монарха к власти, но иногда обстоятельства заставляют нарушить эту традицию. Церемония проводилась Патриархом Белдурским и всего Торента, который опоясывал нового короля Мечом Фурстанов и вводит его в наследование при помощи заклинания, созданного первым королём Торента.

## Религия
Основная религия Торента — христианство, которое пришло на эту землю раньше, чем было основано королевство. В отличие от Гвинеда, где церковь — Римско-католическая, торентское христианство ближе к Православной вере. Торентская церковь имеет строгую иерархию, в которую входят приходские священники, аббаты, странствующие епископы, кафедральные епископы и архиепископы. Глава церкви — Патриарх Белдурский и всего Торента, избираемый Священным Синодом. Кроме христианства, некоторые подданные Торента исповедуют религию, напоминающую ислам, в романах серии никогда подробно не описываемую. Число их неизвестно.

## История

### Ранняя история
Территория Торента, называемого также Белдур, была захвачена Византийской империей во II веке, за 800 лет до событий, описанных в книге Камбер Кулдский. После того, как в V веке византийцы ушли, правители Белдура начали серию военных кампаний по захвату близлежащих земель, и в 545 году герцог Фурстан III Торентали объявил себя первым королём Торента. Следующие 100 лет границы Торента медленно расширялись на юг и запад, включая в себя плодородные земли по реке Белдур. Торентские войска в середине VII века совершали набеги на Гвинед, но эти вторжения были безуспешны; в одном из них был убит король Иштван Шольт Фурстан. Смерть Иштвана вызвала гражданскую войну за торентский престол, которая продолжалась пять лет и привела к тому, что на престол в 657 году взошёл Тамас Термод Фурстан. Потомки Тамаса известны как Дом Фурстан-Тамази или Второй Дом Фурстан.

### Завоевание Гвинеда
Последовавшие 150 лет были для Торента временем роста, границы королевства вплотную подошли к Северному морю и Пурпурной марке. Увеличилась частота пограничных конфликтов с Гвинедом, торентские войска значительно ослабили армию своего западного соседа. В 822 году принц Фестил Фурстан, младший сын короля Калмана II Имре Фурстана, вторгся в Гвинед и сверг короля Ивора Халдейна. Войска его отца поддерживали этот переворот. Фестил объявил себя королём Гвинеда и поклялся в верности своему отцу как своему сюзерену. Короли из династии Фестилов правили Гвинедом 80 лет; всё это время Гвинед находился в вассальной зависимости от Торента и каждый новый король Гвинеда ездил в Торент подтверждать свою клятву торентскому королю. В 904 году Гвинед вновь стал независимым, когда последний выживший Халдейн, принц Кинхил, сверг последнего короля из династии Фестилов, Имре I, и занял трон. В 905 году двоюродный брат Имре, король Нимур I Сигмонд Фурстан, попытался вновь захватить власть в Гвинеде, но безуспешно.

### Вторжения Фестилов
Не сумев вернуть власть над Гвинедом, король Нимур I преуспел в расширении границ Торента на восток. Он завоевал Арженоль, Ворну, Лорсол и Вехту. В последующие 200 лет восточный Торент, хоть и подвергался нападениям варваров, но в целом позволял королям забыть о себе и сосредоточить внимание на отношениях с Гвинедом. Формально Торент редко нападал на Гвинед, но торентские короли поддерживали фестильских претендентов на гвинедский престол, потомков дома Фурстан-Фестил. В 948 году король Арион I Матиас Фурстан предоставил наёмников и финансовую поддержку Мареку I Фурстан-Фестилу, но король Утер Халдейн нанёс тому поражение.
Правнук и наследник Ариона, король Малахия II Миклос Фурстан, поддержал попытку Имре II вернуть себе гвинедский престол и сам повёл собственные войска на Гвинед. В результате, король Яшер Халдейн нанёс им поражение в битве при Грекоте, причем король Малахия и его старший сын, принц Нимур, были убиты в битве. Второй сын Малахии, Кароль II, через неделю умер от ран, и на трон взошёл третий сын Малахии, король Киприан II Кёнивз Фурстан.
Сорок лет Киприан не начинал вторжений в Гвинед, пока в 1025 году не напал на него совместно с князем Жолионом II Квинеллом Меарским и Мареком II Фурстан-Фестилом. Сначала гвинедской армией под командованием принца Кинхила Халдейна были разбиты меарские войска, а затем, 15 июня 1025 года, началось решающее сражение с объединенными армиями Фурстанов и Фестилов при Килинфорде. 17 июня эта битва закончилась, потери обеих сторон исчислялись тысячами. Войска Гвинеда праздновали победу, были убиты претендент на трон Марек II и его сын. Опозоренный столь полным поражением своей армии, Киприан с оставшимся войском бежал в Белдур, где 21 июля отрёкся от престола в пользу своего старшего сына, Аркадия II Арпада Фурстана.
До конца одиннадцатого столетия продолжалась череда малых пограничных стычек между Торентом и Гвинедом, но они никогда не выливались в серьёзный конфликт. Хотя вражда между государствами не прекратилась, битва при Килинфорде серьёзно подорвала военную мощь их армий, и ни одна страна не имела достаточно сил для нападения на другую. Когда следующий претендент на трон из дома Фестил, Хоган Гвернах Фестил-Фурстан, предъявил свои права на гвинедский престол, он получил от торентского короля Нимура II Дениса Фурстана только благословение, но не войска или военную помощь. Как и его предки, Хоган не добился короны Гвинеда, и погиб в бою с королём Брионом Халдейном.
Дочь Хогана, Карисса, вышла замуж за сына короля Кароля III, принца Альдреда. Возможно, она и муж ответственны за смерть Кароля в 1110 году. Правление короля Альдреда II продолжалось недолго, его жестокий деспотизм вызывал недовольство даже среди членов его семьи. После того, как Альдред избил беременную Кариссу безо всякого повода, та, вместе с дядей Альдреда, Венцитом, составила заговор, чтобы свергнуть Альдреда. Это произошло 15 апреля 1110 года, и на трон взошёл Венцит под именем Венцель II Фурстан. После этого Венцит занялся укреплением своих политических позиций, а Карисса провела 10 лет, планируя месть убийце отца — королю Гвинеда Бриону. Месть свершилась — Брион был убит в 1120 году. Но попытка Кариссы получить трон окончилась неудачей: она была убита сыном и наследником Бриона, королём Келсоном Халдейном. После её смерти претендентом на гвинедский трон стал Венцит. Он вторгся в Гвинед в 1121 году, но был убит королём Келсоном. После этого Келсон стал сюзереном королей Торента, а Торент попал в зависимость от Гвинеда. Кроме того, права на трон Торента получил Дом Фурстан д`Арженоль или Третий дом Фурстанов.

### Новейшая история
В 1123 году племянник Венцита, Алрой Арион II, унаследовал трон, будучи в возрасте 12 лет, и погиб при загадочных обстоятельствах вскоре после своего совершеннолетия. Его брат и наследник, Лайам Лайос II, провел четыре года при гвинедском дворе, где король Келсон пытался обучать его искусству управления страной, одновременно наводя мосты между двумя государствами. Став совершеннолетним в 1128 году, Лайам вернулся в Торент, где ему пришлось иметь дело с опасностями тамошней политики. Два его дяди попытались убить его. Лайам пережил это покушение с помощью короля Келсона. После того, как Лайам взошёл на престол, Келсон освободил его от вассальной присяги, позволив Торенту вновь стать независимым государством.
Второе издание Codex Derynianus содержит описание событий, случившихся после тех, что описаны в книге Невеста Дерини. В ноябре 1128 года Лайам обручился с принцессой Эриан Халдейн, дочерью дяди Келсона, принца Нигеля. Кроме того, сестра Лайама, принцесса Станиша, обручилась с младшим сыном Нигеля, Пэйном. Обе свадьбы должны укрепить новые, дружественные отношения между Торентом и Гвинедом. Год спустя, изгнанный дядя Лайама, Теймураз Фурстан, объявляет свои претензии на троны обоих государств, но не получает заметной поддержки в Торенте.

## Короли Торента
С момента основания Торента в середине VI века, на его троне побывало 30 королей из династии Фурстанов. Лишь некоторые из этих королей упомянут в книгах серии, и большинство из них — лишь мимоходом.